# Zuzana Pincová
Zuzana Pincová (* 6. října 1973) je bývalá česká fotbalová brankářka, reprezentantka. Za českou reprezentaci nastoupila v letech 1993 až 2007 do 63 zápasů. Byla také reprezentantkou Česka ve futsalu.
V reprezentaci debutovala v roce 1993 proti slovenské reprezentaci.
V roce 2005 byla zvolena fotbalistkou roku.